# 洛納L戰鬥飛艇
洛納L戰鬥飛艇是第一次世界大戰時奧匈帝國海軍航空隊在南線地中海戰區和意大利作戰所使用的戰鬥飛艇，其研製廠家洛納公司是奧匈帝國最有名的汽車生產商，1909年開始進軍航空工業。
洛納L戰鬥飛艇的「L」除了是指洛納公司(Lohner)也是長程偵察機的意思。

## 基本資料
- 機長：10.26米
- 翼展：16.2米
- 機高：3.85米
- 空重：1150公斤
- 載重：1700公斤
- 翼面積：53平方米
- 發動機：1俱六汽缸直立型水冷式發動機（馬力=160匹）
- 昇限:2500米
- 最快時速：105公里/小時
- 航程：600公里
- 武裝：1支7.92毫米口徑MG08重機槍與200公斤炸彈
- 乘員：2人(飛行員和觀察員)

| 型號               | 機種   | 交付时间  | 委托制造數 | 退役時間 | 機型差異                                |
| L.1                | 偵察機 | 1914-1915 | ＞100      | ——       | 使用奧斯特-戴姆勒6缸發動機（160匹）     |
| L.2                | 偵察機 | 1916      | 10         | ——       | 使用伊索塔-弗拉斯基尼V.4B 引擎 (160 匹) |
| L.3（後更名為M.3） |        | 1916      | 200        | 1924     | ——                                      |

## 設計特點

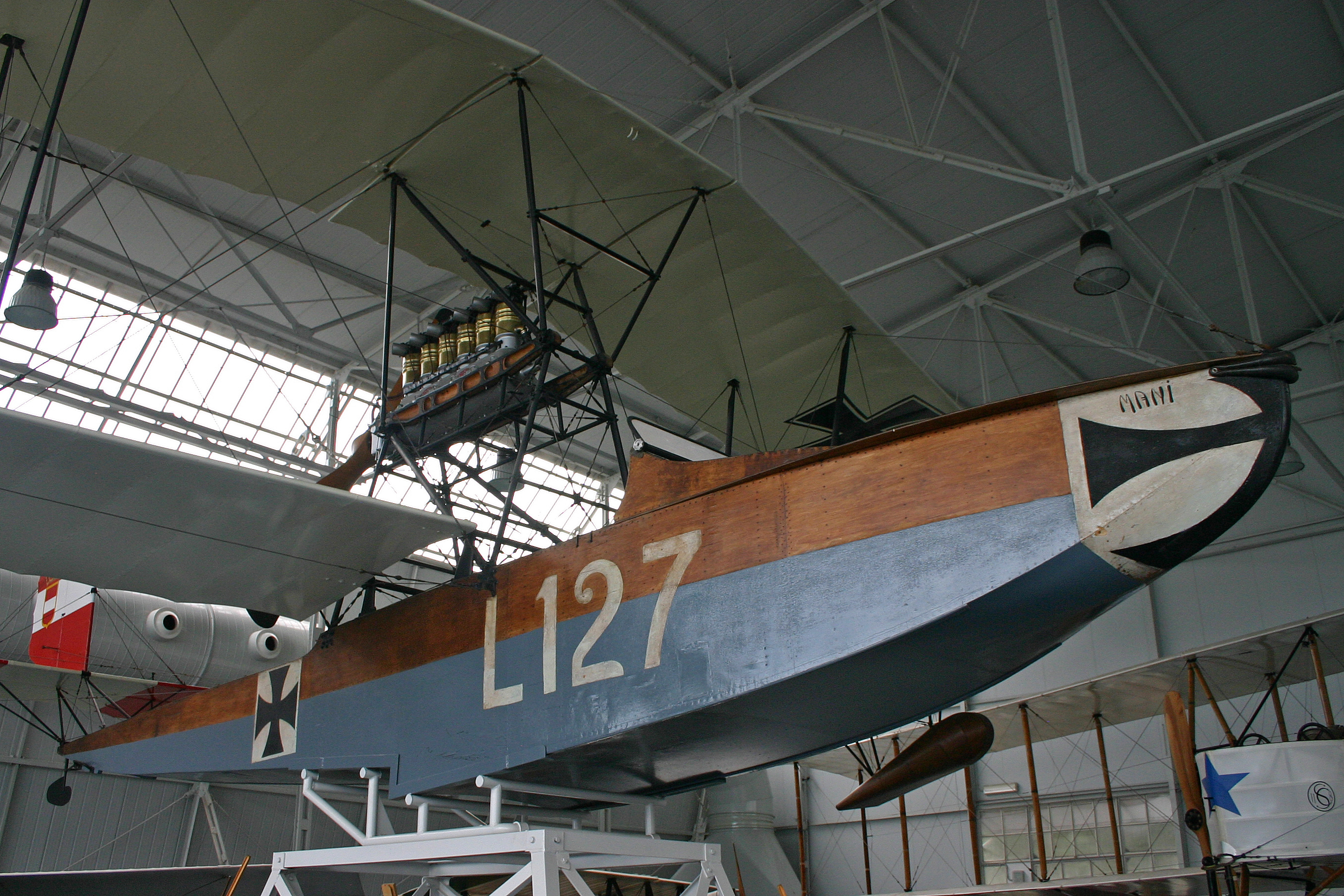
機頭設計是長弓形，其發動機被安裝在駕駛艙後方和上下翼之間的支架上並採用後推式螺旋槳

如同其他飛艇，洛納L戰鬥飛艇的機身如同船身但其機頭並不採用當時流行的平頭設計而是長弓形，這樣有助其水上滑行，其發動機被安裝在駕駛艙後方和上下翼之間的支架上並採用後推式螺旋槳，飛行員和觀察員是並排座位，武器由觀察員操作，其機翼是稍為後掠，下機翼有細小的浮筒。
和其主要對手意大利的M5戰鬥飛艇相比，由於雙方發動機馬力都是160匹而洛納L戰鬥飛艇不單更大更重而且是雙座機，故其飛行性能較差，在空戰當中較為吃虧。

## 實戰
洛納L戰鬥飛艇從1915年開始投入在奧匈和意大利之間的亞德里亞海戰區，這主要是雙方水上飛機之間的空戰和互相空襲意大利威尼斯和奧匈的里雅斯特港，6月27日，一名叫戈特弗里特·馮·班費爾特的奧匈飛行員駕駛的洛納L戰鬥飛艇(編號L47)擊落一個意大利軍的觀察汽球而首開其擊落紀錄，他先後擊落了9個確認戰果和11個不確認戰果而榮登奧匈皇牌飛行員並被稱為「的里雅斯特之鷹」，但他最後在1918年5月4日被一架M5戰鬥飛艇擊落並被意大利軍俘虜。
洛納L戰鬥飛艇最有名的實戰不是空戰而是反潛作戰，1916年8月16日，一架洛納L戰鬥飛艇用其掛在機翼的炸彈炸沉停在意大利威尼斯港的一艘英國皇家海軍潛艇B-10號，9月15日，一艘在地中海潛航的法國潛艇富科爾號被一架洛納L戰鬥飛艇發現(當時奧匈飛行員見到水中有個黑影)並向它投彈，炸彈爆炸時法國水兵還以為是觸到水雷，當它上浮後又受到該洛納L戰鬥飛艇的機槍掃射，但當法國水兵逃出來時這架洛納L戰鬥飛艇卻浮在水上並讓法國水兵扶著，直至奧匈的魚雷艇到來把他們送去戰俘營。
1915年5月27日，一架洛納L戰鬥飛艇由於導航出錯而降落在意大利水域被意大利軍俘虜，此架洛納L戰鬥飛艇被送到馬基飛機公司研究並最終令意大利研製出M5戰鬥飛艇。

## 著名飛行員
- 戈特弗里特·馮·班費爾特

## 使用國家
- 奥匈帝国
- 德意志帝國
- 義大利王國
- 南斯拉夫王國

## 流行文化
- 在1992年推出的宮崎駿動畫《紅豬》，其中當主角波魯克・羅素回憶和戰友貝爾里尼一起駕駛M5戰鬥飛艇並在第一次世界大戰時在亞德里亞海上空遇上奧匈帝國的洛納L戰鬥飛艇。